# Palazzo Becchi-Magnani

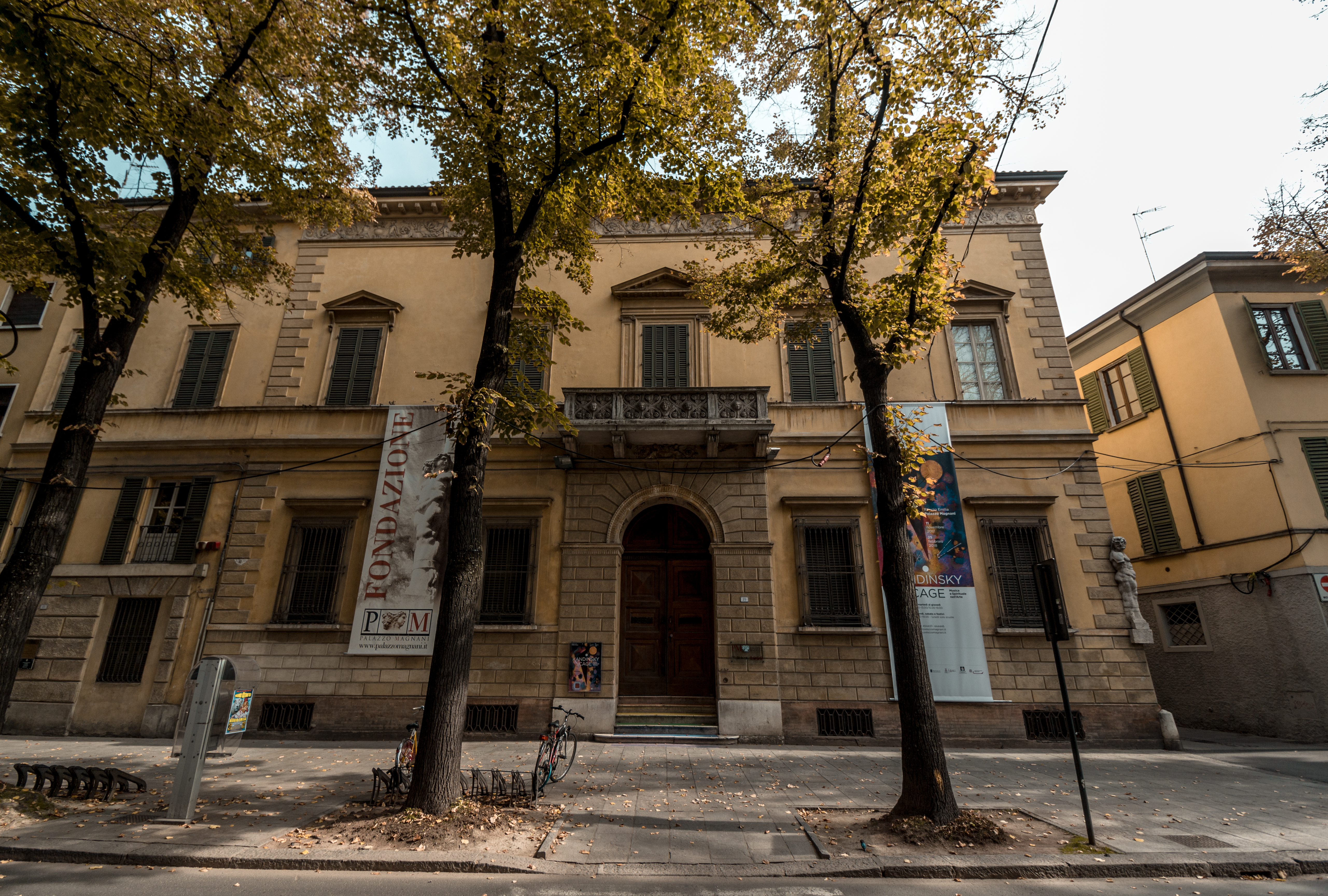
Palazzo Becchi-Magnani in Reggio nell’Emilia

Der Palazzo Becchi-Magnani ist ein klassizistischer Palast, der ursprünglich aus der zweiten Hälfte des 16. Jahrhunderts stammt und in Reggio nell’Emilia in der italienischen Region Emilia-Romagna liegt. Der Komplex steht am Corso Giuseppe Garibaldi 31. Die Grafen Becchi ließen ihn als repräsentativen Familiensitz erbauen.
Die Wohn- und Nutzfläche des gesamten Komplexes beträgt ungefähr 3000 m². Er besteht aus dem Adelspalast, der heute den Ausstellungen und Kulturveranstaltungen der Fondazione Palazzo Magnani dient und den Stallungsbau, der auf der Ostseite, zur Via Vicedomini hin, angeordnet ist und eine eindrucksvolle Fassade zum Haupthof hin besitzt.

## Geschichte
Das Gebäude wurde entlang des Laufes der Giara (heute Corso Giuseppe Garbaldi) errichtet, der nach der Umleitung des Crostolobaches im 16. Jahrhundert, zum Zentrum der bedeutendsten wirtschaftlichen Aktivitäten der Stadt wurde und daher von den wichtigsten Familien der Stadt als Standort ihrer Residenzen gewählt wurde: Es kam starkes, städtebauliches Interesse an diesem Gebiet auf, das sich aus der perspektivischen Ausrichtung der Fassaden der neuen Paläste im Straßennetz ergibt.
Die ersten Dokumente über den Ursprung des Palastes stammen von 1608, aber die dekorative Marmorherme an der Ecke der Fassade – die auf 1576 datiert ist – dient als Argument für eine frühere Datierung. Von der ursprünglichen Konstruktion aus der Mitte des 16. Jahrhunderts sind heute nur noch die Dekoration an der Gebäudeecke und der Grundriss um den Innenhof in der Mitte herum erhalten. Wegen der zahlreichen Besitzerwechsel musste der Palast diverse Eingriffe über sich ergehen lassen: Nach dem Grafen Becchi ging der Besitz an die Familie Dionigi über, die den Palast bis zur heutigen Hausnummer 31 am Corso Giuseppe Garibaldi erweitern ließen. Anfang des 18. Jahrhunderts wurde er an die Chioffis verkauft, einer Familie aus Castelnovo di Sotto, die 1841 bedeutende Restaurierungsarbeiten veranlasste. Bei dieser Gelegenheit wurde das Gebäude in klassizistischem Stil umgestaltet, was man insbesondere an den inneren und äußeren Fassaden und an der zentralen Treppe sieht, während die Verzierungen im Inneren und die Fresken an den Decken der Räume im ersten Obergeschoss auf das späte 19. Jahrhundert zu datieren sind.
Die Familie Chioffi war 1870 gezwungen, die Immobilie zu verkaufen, um einige ihrer Kreditgeber zu bezahlen. Ab diesem Zeitpunkt gab es ziemlich häufige Besitzerwechsel: Von den Chioffis kaufte die Sparkasse von Reggio nell’Emilia den Palast, verkaufte ihn aber nach sieben Jahren weiter an Giuseppina Forlaj in Ottavi, die ihn später an Prospero Ottavi und Vittoria Masseur vererbte. 1917 kaufte Giuseppe Magnani die Immobilie, der bei seinem Tod das Anwesen an seinen Sohn Luigi, einen Kunstsammler, Musikliebhaber und Mann der Kultur, weitergab. Ab 1984 beherbergte der Palast auf Betreiben von Luigi Magnani eine wertvolle Ausstellung, die die Meisterwerke einer breiten Öffentlichkeit zeigt, die der gebildete Gelehrte im Laufe seines Lebens gesammelt hatte und die in der Tat die künftige Nutzung der Stadtresidenz der Familie vorwegnahm. Nach dem Tod von Professor Magnani nur einen Monat nach dem Schließen der Ausstellung kaufte die Provinz Reggio Emilia den Palast, unterzog ihn einer akkuraten Restaurierung, passte ihn seiner neuen Funktion an und führte ihn, wie es der Wille seines letzten Besitzers gewesen war, einer Nutzung für Ausstellungen zu. Im Juli 2019 begann man mit Restaurierungsarbeiten an der Außenfassade.

## Beschreibung
Die Fassade des Palazzo Becchi-Magnani ist klassizistisch und zeigt im Hochparterre eine Reihe von Bossenwerk mit zwei Reihen von Fenstern, geteilt durch das große Portal in der Mitte, mit dem im ersten Obergeschoss ein steinerner Balkon korrespondiert, der durch Halbreliefe verschönert ist, die sich gut in das imposante Gesims einfügen. Zu den Verzierungen gehört an der rechten Gebäudeecke die Marmorherme des doppelgesichtigen Janus, den die Familie als Schutz- und Wachfigur des Hauses gewählt hat und die diese gesuchte Harmonie zwischen den Palästen in der perspektivischen Ausrichtung erfüllt.

## Janus

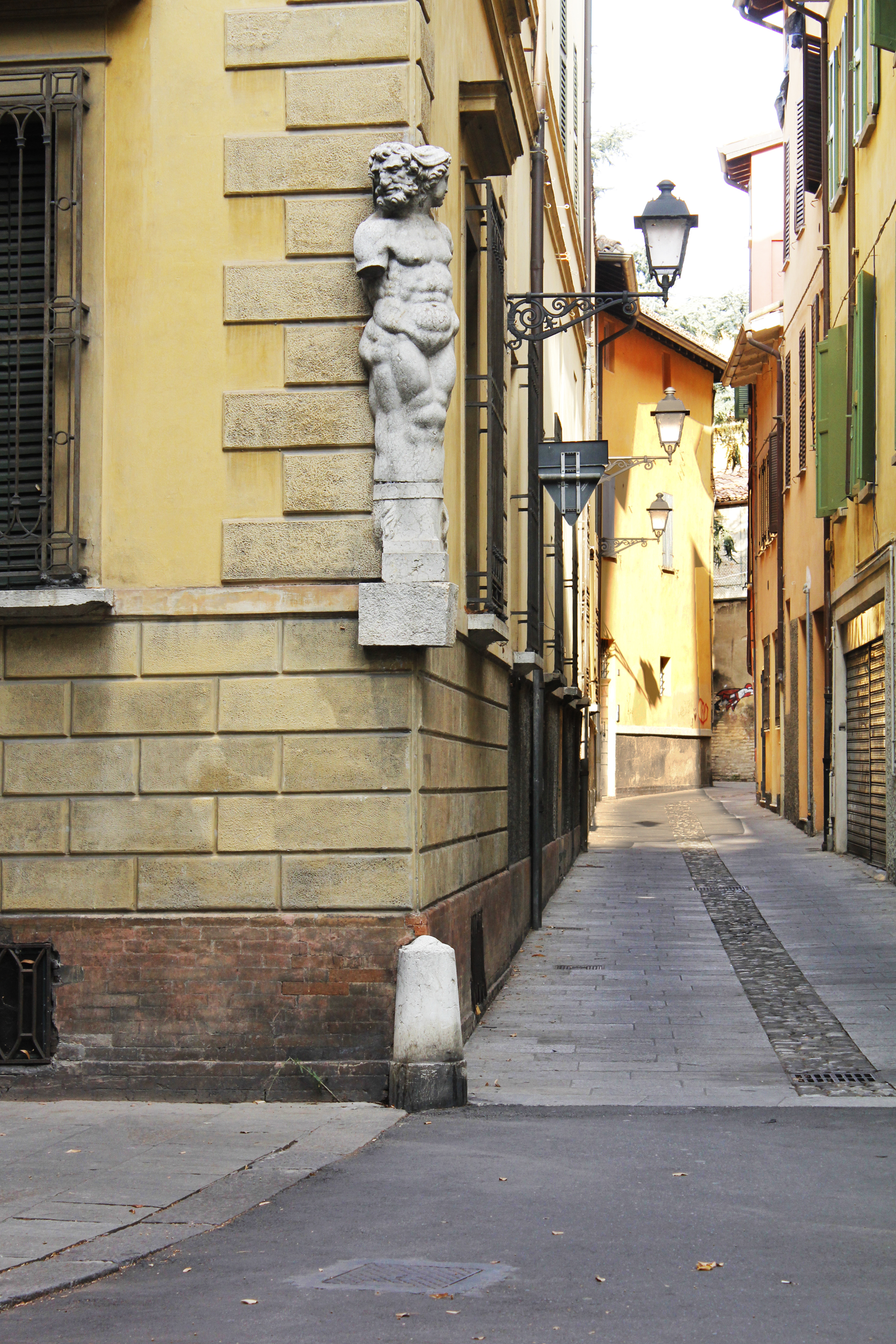
Die Skulptur des doppelgesichtigen Janus

Die Skulptur, die auf 1576 datiert ist, wurde von Prospero Sogari, genannt „Il Clemente“ (der auch die unvollständige Fassade des Doms von Reggio nell’Emilia schuf), einem ausgezeichneten Anwender des Manierismus der Emilia und intimen Freund der Familie Becchi, geschaffen. Die Statue stellt den doppelköpfigen Janus dar, eine Gottheit römischen Ursprungs, die häufig an Übergängen und Brücken aufgestellt wird, um mit seinen beiden Gesichtern in entgegengesetzten Richtungen den Eingang und den Ausgang zu bewachen. Hier weist das junge Gesicht in Richtung der Via Vicedomini und zeigt die idealisierten Züge klassischer Skulpturen unreifer Schönheit, während das alte Gesicht von einem dicken Bart eingerahmt ist und seinen tiefen und versunkenen Blick in die entgegengesetzte Richtung, zum Corso Giuseppe Garibaldi, richtet. Im Ring unter dem Körper ist die Jahreszahl MDCXXVI (1576) eingemeißelt und auf dem Sockel steht das lateinische Motto „AETERNUM SERVABO“ (dt.: Ich werde es ewig behalten), das den symbolischen Wert der abgebildeten Figur bezeugt.

## Ausstellungsraum
1997 wurde der Palast, der seit 1987 in Besitz der Provinz Reggio Emilia ist, nach einer Reihe von Restaurierungen, die das Gebäude auf seine neue Funktion vorbereitete, zu einem Raum für bedeutende Ausstellungen mit dem Ziel, das kulturelle Erbe der Stadt Reggio nell’Emilia mit Ausstellungen von Fotografien, sowie moderner und zeitgenössischer Kunst von hohem intellektuellen Wert aufzuwerten. Unter den bedeutendsten Ausstellungen sind z. B. die der Gemälde von Antonio Ligabue, die der Skulpturen von Arnaldo Pomodoro und die über die Figur der Gräfin Mathilde von Canossa anzuführen, die einen großen Erfolg bei den Besuchern hatten und die Themen bevorzugten, die auf die Aufwertung des Territoriums abzielten.

## Fondazione Palazzo Magnani
2010 entschied man, die direkte Verwaltung einer öffentlichen Institution in Form einer öffentlich-privaten Stiftung zu übertragen, die als Hauptziel die Vergrößerung der Teilnahme hatte, indem sie andere öffentliche Institutionen und einzelne Privatpersonen in das Projekt der Aufwertung und Werbung für die Kunst integrierte. Dies geschah mit dem Gründungsakt vom 11. November 2010 und sollte in der Lage sein, eine Strategie und Geschäftsstruktur garantieren, die größere Flexibilität und Praktikabilität schuf. Die Stiftung verfolgt das Ziel, die bildende Kunst und die Kultur in der Gegend und in der Welt durch ein wissenschaftliches Komitee von großer kultureller Tiefe und einen Verwaltungsrat zu fördern und zu verbreiten.